# European Journal of Applied Mathematics
European Journal of Applied Mathematics is een internationaal, aan collegiale toetsing onderworpen wetenschappelijk tijdschrift op het gebied van de toegepaste wiskunde.
De naam wordt in literatuurverwijzingen meestal afgekort tot Eur. J. Appl. Math.
Het wordt uitgegeven door Cambridge University Press en verschijnt tweemaandelijks.
Het eerste nummer verscheen in 1990.